# Gustavo Saba
Gustavo Saba, né le 24 juillet 1979, est un pilote de rallyes paraguayen.

## Biographie
Il fait ses débuts en 2009 en CODASUR (à 30 ans).
Son meilleur résultat en WRC est une 14e place au rallye d'Argentine, en 2013.

## Palmarès (au 30/11/2013)

### Titres
- Triple Champion d'Amérique du Sud des Rallyes (CODASUR): 2011 et 2012 sur Mitsubishi Lancer Evo X, puis 2013 sur Škoda Fabia S2000 (copilote son compatriote Victor Aguilera);

### 9 victoires en CODASUR
Saison 2011:
- Rallye Erechim (Brésil);
- Rallye Punta del Este (Uruguay);

Saison 2012:
- Rallye Erechim;
- Rallye Santa Cruz (Bolivie);
- Rallye de l'Atlantique (Rallye Minas - Trophée Ricardo Gorbaran (Président uruguayen du CODASUR)) (Uruguay);

Saison 2013 (vainqueur de 4 épreuves sur 4):
- Rallye Erechim;
- Rallye Transitapua (Paraguay);
- Rallyd Santa Cruz;
- Rallye de l'Atlantique (Rallye Minas - Trophée Ricardo Gorbaran).